# N534 (België)
De N534 is een gewestweg in België tussen Seneffe (N55/A7 E19) en Ronquières (N533). De weg heeft een lengte van ongeveer 7 kilometer. De weg ligt parallel aan het Kanaal Charleroi-Brussel, waarbij het onderweg langs het Hellend vlak van Ronquières komt.
De gehele weg heeft twee rijstroken in beide rijrichtingen samen.

## N534a
De N534a is een 800 meter lange aftakking van de N534 tussen de afrit van de A7 E19 en de N534. Verkeer wat uit de richting van La Louvière komt maakt van deze verbinding gebruik om uit te kunnen komen op de N534 of de N59. De verbinding passeert het Kanaal Charleroi-Brussel.